# Бан Кук
Бан Кук (англ. Bun Cook, нар. 18 вересня 1903, Кінгстон — пом. 19 березня 1988, Кінгстон) — канадський хокеїст, що грав на позиції крайнього нападника. Згодом — хокейний тренер.
Член Зали слави хокею з 1995 року. Володар Кубка Стенлі. Провів понад 500 матчів у Національній хокейній лізі.
Середній з братів Куків старшого Білла та молодшого Бада.

## Ігрова кар'єра
Хокейну кар'єру розпочав 1921 року.
Протягом професійної клубної ігрової кар'єри, що тривала 12 років, захищав кольори команд «Саскатун Кресентс», «Нью-Йорк Рейнджерс» та «Бостон Брюїнс».
У клубі «Нью-Йорк Рейнджерс» разом з рідним братом Біллом та Френком Буше складав ударну ланку команди.
Загалом провів 519 матчів у НХЛ, включаючи 46 ігор плей-оф Кубка Стенлі.

## Тренерська робота
1937 року розпочав тренерську роботу в ІАХЛ. Тренував клуби «Провіденс Редс» та «Клівленд Баронс».

## Нагороди та досягнення
- Володар Кубка Стенлі в складі «Нью-Йорк Рейнджерс» — 1928, 1933.
- Друга команда всіх зірок НХЛ — 1931.

## Статистика
| Сезон        | Клуб                      | Ліга         | Регулярний сезон | Регулярний сезон | Регулярний сезон | Регулярний сезон | Регулярний сезон | Плей-оф | Плей-оф | Плей-оф | Плей-оф | Плей-оф |
| Сезон        | Клуб                      | Ліга         | І                | Г                | П                | О                | ШХ               | І       | Г       | П       | О       | ШХ      |
| ------------ | ------------------------- | ------------ | ---------------- | ---------------- | ---------------- | ---------------- | ---------------- | ------- | ------- | ------- | ------- | ------- |
| 1921–22      | «Су-Сент-Марі Грейхаундс» | ПОХА         | 3                | 2                | 1                | 3                | 2                | —       | —       | —       | —       | —       |
| 1922–23      | «Су-Сент-Марі Грейхаундс» | ПОХА         | 8                | 2                | 3                | 5                | 10               | 2       | 0       | 2       | 2       | 0       |
| 1922–23      | «Су-Сент-Марі Грейхаундс» | Кубок Аллана | —                | —                | —                | —                | —                | 3       | 2       | 0       | 2       | 4       |
| 1923–24      | «Су-Сент-Марі Грейхаундс» | ПОХА         | 8                | 3                | 3                | 6                | 10               | 7       | 1       | 0       | 1       | 8       |
| 1924–25      | «Саскатун Кресентс»       | ЗКХЛ         | 28               | 18               | 3                | 21               | 48               | 2       | 0       | 1       | 1       | 0       |
| 1925–26      | «Саскатун Шейкс»          | ЗХЛ          | 30               | 9                | 5                | 14               | 20               | 2       | 0       | 0       | 0       | 0       |
| 1926–27      | «Нью-Йорк Рейнджерс»      | НХЛ          | 44               | 14               | 9                | 23               | 42               | 2       | 0       | 0       | 0       | 6       |
| 1927–28      | «Нью-Йорк Рейнджерс»      | НХЛ          | 44               | 14               | 14               | 28               | 45               | 9       | 2       | 1       | 3       | 10      |
| 1928–29      | «Нью-Йорк Рейнджерс»      | НХЛ          | 43               | 13               | 5                | 18               | 70               | 6       | 1       | 0       | 1       | 12      |
| 1929–30      | «Нью-Йорк Рейнджерс»      | НХЛ          | 43               | 24               | 18               | 42               | 55               | 4       | 2       | 0       | 2       | 2       |
| 1930–31      | «Нью-Йорк Рейнджерс»      | НХЛ          | 44               | 18               | 17               | 35               | 72               | 4       | 0       | 0       | 0       | 2       |
| 1931–32      | «Нью-Йорк Рейнджерс»      | НХЛ          | 45               | 14               | 20               | 34               | 43               | 7       | 6       | 2       | 8       | 12      |
| 1932–33      | «Нью-Йорк Рейнджерс»      | НХЛ          | 48               | 22               | 15               | 37               | 35               | 8       | 2       | 0       | 2       | 4       |
| 1933–34      | «Нью-Йорк Рейнджерс»      | НХЛ          | 48               | 18               | 15               | 33               | 36               | 2       | 0       | 0       | 0       | 2       |
| 1934–35      | «Нью-Йорк Рейнджерс»      | НХЛ          | 48               | 13               | 21               | 34               | 26               | 4       | 2       | 0       | 2       | 0       |
| 1935–36      | «Нью-Йорк Рейнджерс»      | НХЛ          | 26               | 4                | 5                | 9                | 12               | —       | —       | —       | —       | —       |
| 1936–37      | «Бостон Брюїнс»           | НХЛ          | 40               | 4                | 5                | 9                | 8                | —       | —       | —       | —       | —       |
| 1937–38      | «Провіденс Редс»          | ІАХЛ         | 19               | 0                | 1                | 1                | 14               | —       | —       | —       | —       | —       |
| 1938–39      | «Провіденс Редс»          | ІАХЛ         | 11               | 1                | 3                | 4                | 4                | —       | —       | —       | —       | —       |
| 1939–40      | «Провіденс Редс»          | ІАХЛ         | 1                | 0                | 0                | 0                | 0                | —       | —       | —       | —       | —       |
| 1940–41      | «Провіденс Редс»          | АХЛ          | 1                | 0                | 0                | 0                | 0                | —       | —       | —       | —       | —       |
| 1941–42      | «Провіденс Редс»          | АХЛ          | 2                | 0                | 1                | 1                | 0                | —       | —       | —       | —       | —       |
| 1942–43      | «Провіденс Редс»          | АХЛ          | 3                | 1                | 1                | 2                | 4                | —       | —       | —       | —       | —       |
| Усього в НХЛ | Усього в НХЛ              | Усього в НХЛ | 473              | 158              | 144              | 302              | 444              | 46      | 15      | 3       | 18      | 50      |

## Тренерська статистика
| Сезон        | Команда           | Ліга         | Регулярний сезон | Регулярний сезон | Регулярний сезон | Регулярний сезон | Регулярний сезон | Регулярний сезон | Плей-оф                |
| Сезон        | Команда           | Ліга         | І                | В                | П                | Н                | О                | Місце            | Результат              |
| ------------ | ----------------- | ------------ | ---------------- | ---------------- | ---------------- | ---------------- | ---------------- | ---------------- | ---------------------- |
| 1937–38      | «Провіденс Редс»  | ІАХЛ         | 48               | 25               | 16               | 7                | .594             | 1-е на Сході     | Перемога в фіналі      |
| 1938–39      | «Провіденс Редс»  | ІАХЛ         | 54               | 21               | 22               | 11               | .491             | 2-е на Сході     | поразка в півфіналі    |
| 1939–40      | «Провіденс Редс»  | ІАХЛ         | 54               | 27               | 19               | 8                | .574             | 1-е на Сході     | Перемога в фіналі      |
| 1940–41      | «Провіденс Редс»  | АХЛ          | 56               | 31               | 21               | 4                | .589             | 1-е на Сході     | поразка в півфіналі    |
| 1941–42      | «Провіденс Редс»  | АХЛ          | 56               | 17               | 32               | 7                | .366             | 4-е на Сході     | не вийшли              |
| 1942–43      | «Провіденс Редс»  | АХЛ          | 56               | 27               | 27               | 2                | .500             | 5-е              | поразка в чвертьфіналі |
| 1943–44      | «Клівленд Баронс» | АХЛ          | 54               | 33               | 14               | 7                | .676             | 1-е на Заході    | поразка в півфіналі    |
| 1944–45      | «Клівленд Баронс» | АХЛ          | 60               | 34               | 16               | 10               | .650             | 1-е на Заході    | Перемога в фіналі      |
| 1945–46      | «Клівленд Баронс» | АХЛ          | 62               | 28               | 26               | 8                | .516             | 3-є на Заході    | поразка в фіналі       |
| 1946–47      | «Клівленд Баронс» | АХЛ          | 64               | 38               | 18               | 8                | .656             | 1-е на Заході    | поразка в півфіналі    |
| 1947–48      | «Клівленд Баронс» | АХЛ          | 68               | 43               | 13               | 2                | .721             | 1-е на Заході    | Перемога в фіналі      |
| 1948–49      | «Клівленд Баронс» | АХЛ          | 68               | 41               | 21               | 6                | .647             | 3-є на Заході    | поразка в півфіналі    |
| 1949–50      | «Клівленд Баронс» | АХЛ          | 70               | 45               | 15               | 10               | .714             | 1-е на Заході    | поразка в фіналі       |
| 1950–51      | «Клівленд Баронс» | АХЛ          | 71               | 44               | 22               | 5                | .655             | 1-е на Заході    | Перемога в фіналі      |
| 1951–52      | «Клівленд Баронс» | АХЛ          | 68               | 44               | 19               | 5                | .684             | 2-е на Заході    | поразка в чвертьфіналі |
| 1952–53      | «Клівленд Баронс» | АХЛ          | 64               | 42               | 20               | 2                | .672             | 1-е              | Перемога в фіналі      |
| 1953–54      | «Клівленд Баронс» | АХЛ          | 70               | 38               | 32               | 0                | .543             | 3-є              | Перемога в фіналі      |
| 1954–55      | «Клівленд Баронс» | АХЛ          | 64               | 32               | 29               | 3                | .523             | 2-е              | поразка в півфіналі    |
| 1955–56      | «Клівленд Баронс» | АХЛ          | 64               | 26               | 31               | 7                | .461             | 4-е              | поразка в фіналі       |
| Усього в АХЛ | Усього в АХЛ      | Усього в АХЛ | 1171             | 636              | 413              | 122              | .595             |                  | 7 Кубків Колдера       |